# محمد عمر (بازیکن فوتبال، زاده ۱۹۳۵)
محمد عمر (انگلیسی: Muhammad Umer؛ ۱۹۳۵ – ۲۱ مارس ۲۰۰۴) بازیکن فوتبال اهل پاکستان بود.
وی همچنین در تیم ملی فوتبال پاکستان بازی کرده است.